# 스노우 워커
《스노우 워커》(The Snow Walker)는 캐나다에서 제작된 찰스 마틴 스미스 감독의 2003년 모험, 드라마 영화이다. 배리 페퍼 등이 주연으로 출연하였고 롭 머릴리스 등이 제작에 참여하였다.

## 출연

### 주연
- 배리 페퍼
- 아나벨라 피가턱

### 조연
- 제임스 크롬웰
- 키얼스턴 워렌
- 존 그리스

## 기타
- 원작자: Farley Mowat
- 라인프로듀서: Christina Toy
- 미술: Doug Byggdin
- 의상: 앨리사 스완슨
- 배역: Jared Valentine